# Skogstekniker
Skogstekniker är en examenstitel efter en tvåårig högskoleutbildning vid Gammelkroppa skogsskola i Värmland. Som förkunskapskrav gäller gymnasieskolans naturbruksprogram med skoglig inriktning. Skogsteknikerutbildningen är inriktad på skogsproduktion, skogsteknik och skoglig planering, och motsvarar ungefär de två första åren av skogsmästarutbildningen. Utbildningen leder främst till arbetsledande och planerande arbetsuppgifter inom skogsbruket. Viktiga arbetsgivare är Skogsstyrelsen, skogsbolag, skogsägareföreningar och skogliga konsultföretag. Skogstekniker har möjlighet att läsa ett tredje år vid Skogsmästarskolan i Skinnskatteberg och bli skogsmästare.
Tidigare utbildades skogstekniker även av Sveriges lantbruksuniversitet vid skogsinstituten i Värnamo och Bispgården. Dessa utbildningar lades ner i mitten av 1990- talet och slogs ihop med skogsmästarutbildningen som då blev treårig. Skogstekniker kallades tidigare för skogvaktare.